# 5222 Ioffe
5222 Ioffe è un asteroide della fascia principale del diametro medio di circa 21,92 km. Scoperto nel 1980, presenta un'orbita caratterizzata da un semiasse maggiore pari a 2,7721186 UA e da un'eccentricità di 0,1455910, inclinata di 34,58005° rispetto all'eclittica.
L'asteroide è dedicato al fisico russo Abram Ioffe.